# Fortune Brands
Fortune Brands var amerikanskt holdingbolag, grundat 1969 som American Brands och under namnet Fortune Brands efter 1997 och som delades upp i sina sista delar 2011. Huvudkontoret låg i Deerfield, Illinois. Det grundades när tobakskoncernen American Tobacco Company under 1960-talet ville diversifiera produktkatalogen under tryck från statlig påverkan gällande tobakens hälsoeffekter. Företaget satsade brett och ägde bland annat märken för golfprodukter, hushållsprodukter och sprit. Tobaksdelen, som fortfarande hette American Tobacco, såldes till British American Tobacco 1994, ett företag som de både var med och grundade och var delägare år 1902, men sålt av sina andelar 1911.

## Spritmärken ägda av Fortune Brands

### Bourbon
- Jim Beam
- Jim Beam Black
- Maker's Mark
- Old Grand-Dad
- Old Crow
- Distillers' Masterpiece

### Small batch bourbon
- Booker's
- Baker's
- Knob Creek
- Basil Hayden's

### Blended whisky
- Canadian Club
- Teacher's Highland Cream
- Whisky DYC
- Windsor Canadian
- Lord Calvert
- Tangle Ridge
- Alberta Springs
- Kessler
- Calvert Extra
- Jim Beam Rye
- Old Overholt
- Furst Bismarck

### Single malt
- Laphroaig
- The Dalmore
- Ardmore

### Tequila
- Sauza Tequila
- El Tesoro de Don Felipe

### Konjak
- Courvoisier
- Salignac

### Vodka
- VOX
- Wolfschmidt
- Kamchatka
- Gilbey's

### Rom
- Cruzan Rum
- Ronrico

### Gin
- Larios
- Gilbey's
- Calvert Gin

### Brandy
- Fundador, Terry Centenario, Jacobi 1880, Tres Cepas

### Likörer
- DeKuyper
- Starbucks Coffee Liqueur
- Starbucks Cream Liqueur
- Kamora
- Kuemmerling
- After Shock
- Leroux
- Castellana
- Sourz

### Portvin
- Cockburn's

### Sherry
- Harveys